# Gnophos carbonaria
Gnophos carbonaria är en fjärilsart som beskrevs av Eugen Johann Christoph Esper. Gnophos carbonaria ingår i släktet Gnophos och familjen mätare. Inga underarter finns listade i Catalogue of Life.